# Villenavotte
Villenavotte es una localidad y comuna francesa situada en la región de Borgoña, departamento de Yonne, en el distrito de Sens y cantón de Pont-sur-Yonne.

## Demografía
| 163 | 159 | 138 | 157 | 148 | 141 | 150 | 135 | 147 | 142 | 143 | 130 | 134 | 125 | 129 | 113 | 106 | 88 | 86 | 91 | 78 | 69 | 55 | 69 | 69 | 83 | 67 | 67 | 78 | 110 | 147 | 176 | 190 |
| Para los censos de 1962 a 1999 la población legal corresponde a la población sin duplicidades (Fuente: INSEE [Consultar]) |     |     |     |     |     |     |     |     |     |     |     |     |     |     |     |     |    |    |    |    |    |    |    |    |    |    |    |    |     |     |     |     |